# José María Caffarel
José María Caffarel Fábregas (Barcelona, 10 de noviembre de 1919-Madrid, 6 de noviembre de 1999) fue un actor español.

## Biografía
Inició estudios de ingeniería que se vio obligado a interrumpir con el estallido de la Guerra Civil. Tras la finalización de la contienda se dedicó al comercio de tela, labor que compaginó con teatro aficionado.
Adolfo Marsillach lo descubre y decide incorporarlo a su compañía, ofreciéndole así la posibilidad de profesionalizarse en la interpretación. Debutó en el cine en 1957 con la película El último cuplé, de Juan de Orduña. Sería el primer título de una dilatada trayectoria cinematográfica que le llevó a intervenir como actor de reparto en más de 160 películas. Entre ellas y gracias a su dominio de los idiomas francés, inglés e italiano, algunas producciones internacionales, como El fabuloso mundo del circo (1964), de Henry Hathaway o Doctor Zhivago (1965), de David Lean.
Presente también en televisión, debuta en el medio también junto a Marsillach en la serie Silencio vivimos (1962-1963). Más tarde vendrían Firmado Pérez, Primera fila, Confidencias, Sospecha, Estudio 1, Ficciones, Historias para no dormir, ¿Es usted el asesino? (1968), Novela, Silencio, estrenamos (1974), La saga de los Rius (1976), Los gozos y las sombras (1982), Goya (1985), El Profesor Poopsnagle (1986), Clase media (1987), La Regenta (1995), Farmacia de guardia (1991-1995) o Hermanas (1998).
Durante toda su carrera, trabajó igualmente como actor de doblaje en cientos de ocasiones.
Padre de tres hijos, entre ellos, la que fuera Directora de RTVE, Carmen Caffarel.

## Muerte
Falleció la noche del 6 de noviembre de 1999 en su domicilio de Madrid, cuatro dias antes de cumplir 80 años, a causa de un paro cardiaco tras haber padecido una larga enfermedad.
Está enterrado en el cementerio de la Almudena.

## Filmografía (selección)
- El último cuplé (1957).
- Distrito Quinto (1957).
- Fulano y Mengano (1957).
- Ana dice sí (1958).
- El emigrante (1960).
- Plácido (1961).
- Los cuervos (1961).
- Teresa de Jesús (1961).
- Tres de la Cruz Roja (1961).
- Botón de ancla (1961).
- Tómbola (1962).
- Atraco a las tres (1962).
- Vuelve San Valentín, (1962).
- La gran familia (1962).
- Chantaje a un torero (1963).
- El valle de las espadas (1963).
- Rocío de la Mancha (1963).
- Marisol rumbo a Río (1963).
- Crucero de verano (1963).
- El señor de La Salle (1964).
- El salario del crimen (1964).
- El fabuloso mundo del circo (1964).
- Doctor Zhivago (película) (1965).
- El salvaje Kurdistán (1965).
- Más bonita que ninguna (1965).
- Historias de la televisión (1965).
- Pampa salvaje (1966)
- Las 4 bodas de Marisol (1967).
- Cristina Guzmán (1968).
- El hueso (1968).
- Tristana (1970)
- Las señoritas de mala compañía (1973)
- Una abuelita de antes de la guerra (1975).
- Viaje al centro de la Tierra (1976)
- Uno del millón de muertos (1977).
- Polvos mágicos (1979).
- Supersonic Man (1979).
- Estigma (1980).
- Los gozos y las sombras (1982).
- Memorias del General Escobar (1984).
- Dragon Rapide (1986).
- El viaje a ninguna parte (1986).
- Jarrapellejos (1988).
- Sangre y arena (1989).

## Teatro (selección)
- Historia de un resentido (1956), de Joaquín Calvo Sotelo.[2]
- Doña Clarines (1962)

- Milagro en Londres (1972)
- Lo que vio el mayordomo (1979)
- El rinoceronte, de Ionesco (29-6-1966) Estudio 1
- Cena de Navidad, de José López Rubio (21-12-1966)